# عقاب خال‌دار بزرگ
عقاب خال‌دار بزرگ (نام علمی: Aquila clanga) گونه‌ای پرنده شکاری از تیرهٔ بازان و راستهٔ بازسانان است که پرهای پرواز آنها تیره یا دارای سایه‌ای روشن‌تر از دیگر پرهاست و رنگ بخش‌های زیرین و بالایی بدن آنها در پرندهٔ بالغ قهوه‌ای تیره است. به آن عقاب تالابی و خالدار نیز گفته‌اند. این پرنده در ایران نیز یافت می‌شود.

## نگارخانه

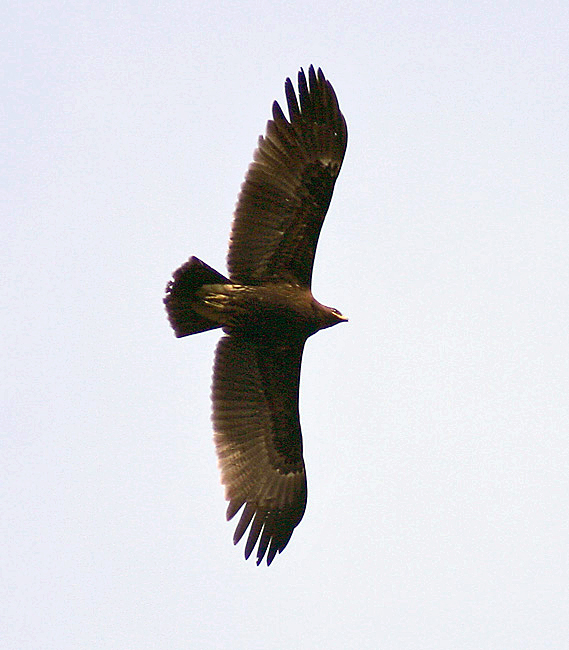
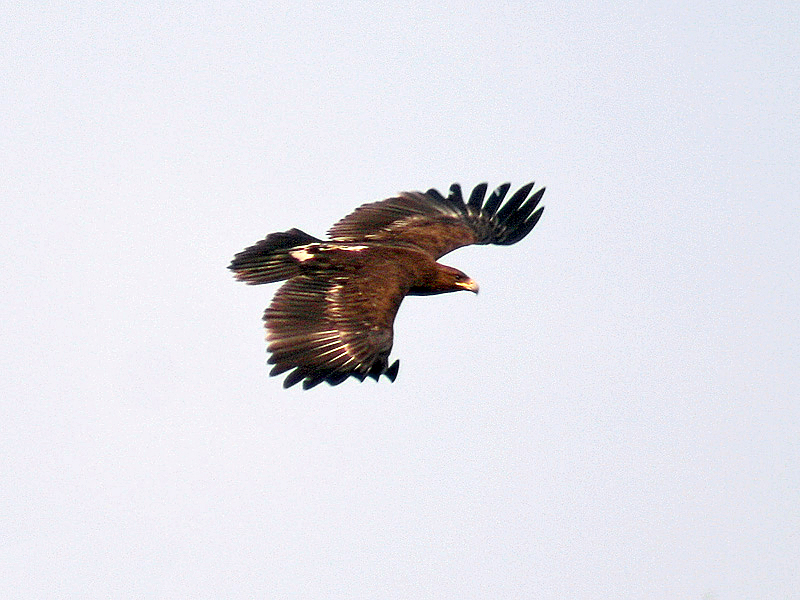
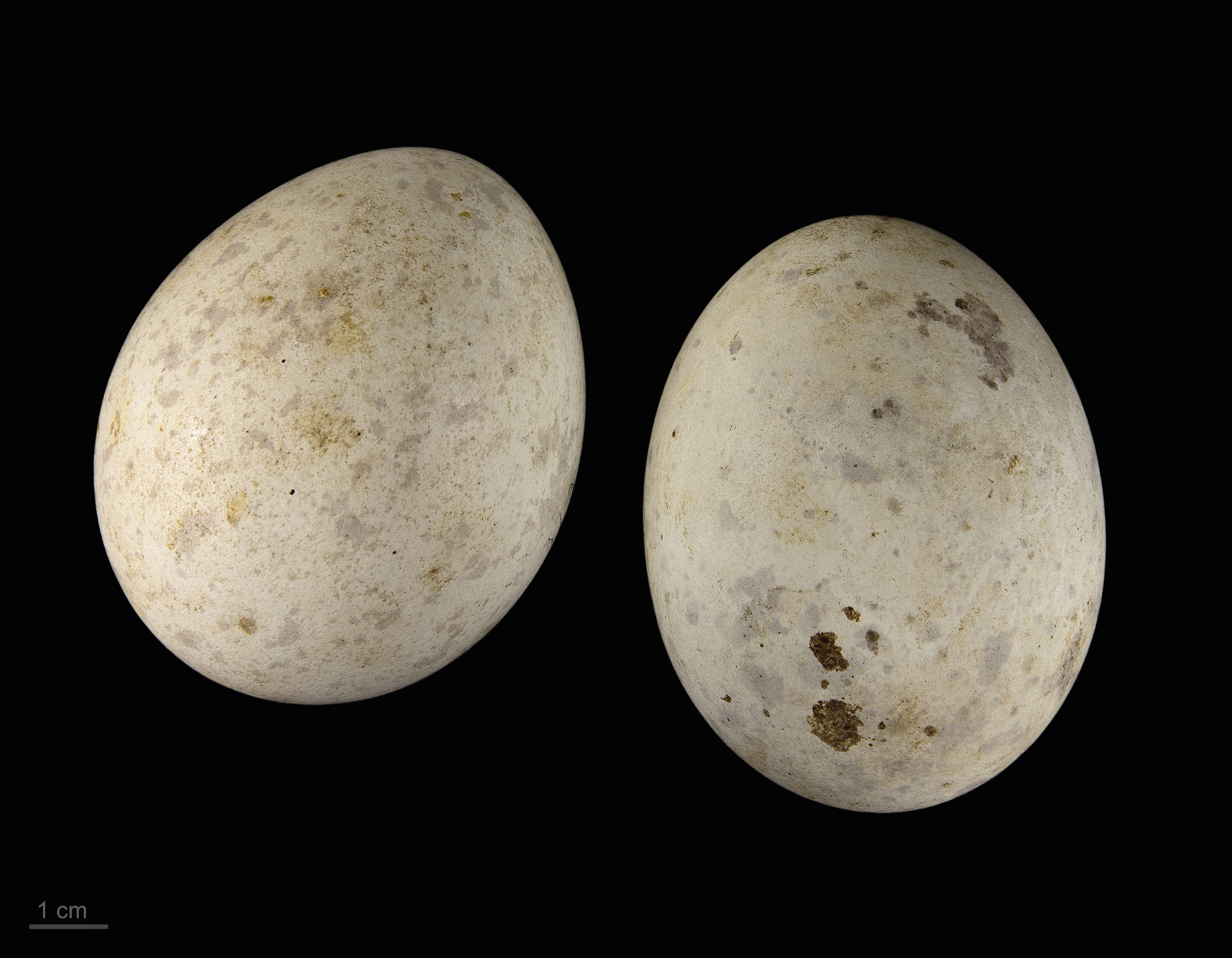
Museum specimen